# Konrad von Tecklenburg-Schwerin
Konrad von Tecklenburg-Schwerin (* 1501; † 6. oder 16. Juni 1557), auch der dolle Cord genannt, war von 1534 bis zu seinem Tode Graf von Tecklenburg und Herr von Rheda, von 1541 bis 1546 auch Graf von Lingen.

## Leben
Konrad war das älteste Kind Ottos VIII. von Tecklenburg-Schwerin und seiner Ehefrau Irmgard von Rietberg. Seine Ausbildung als Junker erhielt er am Hofe Philipps des Großmütigen, des Landgrafen von Hessen. Dabei nahm er am Reichstag zu Worms (1521) teil und kämpfte 1523 mit Philipp auf der Seite des Erzbischofs von Trier gegen Franz von Sickingen.
Entsprechend der damaligen Übung im Hause Tecklenburg-Schwerin übernahm Konrad als ältester Sohn des regierenden Grafen 1524 schon zu Lebzeiten dessen Herrschaft Rheda. 1525 begann er einen Krieg mit dem Bistum Osnabrück über die Grenzen und Rechte der Herrschaft Rheda, der erst 1565 im Bielefelder Rezess endgültig beigelegt wurde.
Am 13. Mai 1527 heiratete er Mechthild von Hessen, eine Cousine des Landgrafen Philipp. Sie gebar ihm am 5. Juli 1532 sein einziges Kind, Anna.
Durch Mechthild und Philipp kam Konrad mit der Reformation in Kontakt. Er war der erste lutherische Herrscher in Westfalen und führte den evangelischen Glauben zunächst in der Herrschaft Rheda und dann auch in der väterlichen Grafschaft Tecklenburg ein, allerdings verhältnismäßig vorsichtig und ohne die Ausübung des katholischen Glaubens ganz zu verbieten. 1539 trat er dem Schmalkaldischen Bund evangelischer Herrscher bei.
Nach dem Tode seines Vaters übernahm Konrad 1534 auch die Grafschaft Tecklenburg. Als sein Onkel Nikolaus IV. von Tecklenburg-Schwerin 1541 kinderlos verstarb, erbte er zudem die an seine Grafschaft angrenzende Grafschaft Lingen und führte auch hier den evangelischen Glauben ein. Die Grafschaft verlor er aber im Ergebnis des Schmalkaldischen Krieges nur fünf Jahre später. Auch verhängte der katholische Kaiser Karl V. die Reichsacht über ihn.